# Vormärz

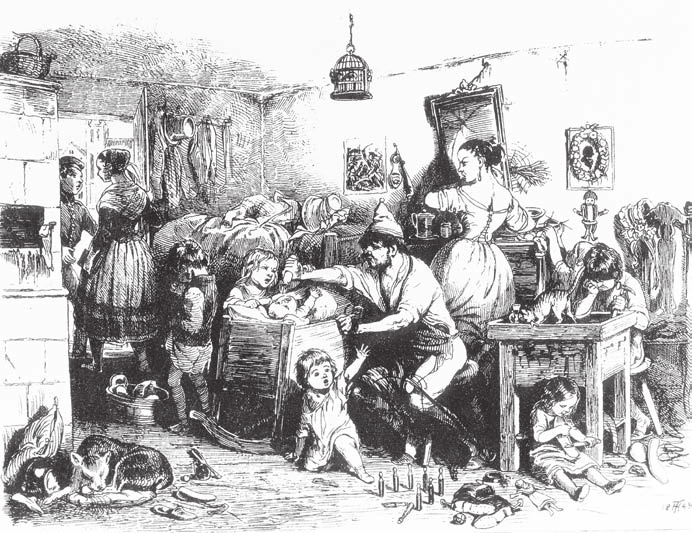
Theodor Hosemann, Pobresa al Vormärz. Obra de 1840.

Vormärz (pronúncia en alemany: [ˈfoːɐ̯ˌmɛʁt͡s]; "pre-març", "abans de març") és el nom d'una era històrica i literària en el context de la Confederació Germànica i l'Imperi Austríac que té lloc entre Congrés de Viena de 1815 i els esdeveniments de març de 1848 que es solen explicar conjuntament sota el terme de Revolucions de 1848. Mentre que l'època és compresa com un període d'estabilitat, el terme Vormärz posa l'èmfasi sobre les diferents corrents que intentaren derrocar l'ordre establert. És a dir, mentre que sota d'altres termes que descriuen aquesta època, com la idea del concert europeu, o «l'era de Metternich», es parla d'un continent dominat per la influència d'Àustria i el seu govern conservador, quan els historiadors es refereixen a l'època prèvia al març de 1848 solen fixar-se en aquells factors ideològics i sociopolítics que semblen reafirmar posicions contràries al poder de l'època i que anticipen l'època següent, així com els greus problemes causats per l'autoritarisme estatal a la Confederació Germànica i Àustria, i la lluita pel liberalisme, en el context reaccionari d'una davallada dels drets assolits durant la Il·lustració.

## El període
El 1813, després de la batalla de Leipzig, s'havia foragitat Napoleó definitivament de l'àrea de parla alemanya. L'experiència de les Guerres Napoleòniques havia popularitzat el nacionalisme, en donar-li una base popular i un enemic simbòlic en forma de França i l'ordre napoleònic. Després de la derrota definitiva de Napoleó i el Congrés de Viena, el continent va trobar un sistema d'equilibri de forces, l'anomenat «sistema Metternich», sota hegemonia vienesa però on cobraven importància creixent els Estats del nord de l'actual Alemanya. El Congrés de Viena va consolidar un model polític reaccionari, amb monarquies absolutes que legitimarien la repressió de moviments revolucionaris. Alhora, la rivalitat entre Prússia i Àustria per l'hegemonia al centre europeu (Mitteleuropa) va impedir que es pogués concretar la idea nacionalista d'un gran Estat que aglutinés tots els territoris i ciutadans de parla alemanya, mentre que el Regne Unit i Rússia temien l'aparició d'una nova potència unificada que representés un perill per les seves zones d'influència.
El nou ordre continental es trobava en gran manera sota la influència de la política i diplomàcia d'ideologia conservadora inspirada per Metternich, si bé no va començar una política directament repressiva fins que un fet violent va desencadenar canvis en la legislació. El 1819, el dramaturg August von Kotzebue va ser assassinat per Karl Ludwig Sand, un estudiant nacionalista i liberal membre d'una Burschenschaft, acusant-lo de traïdoria envers la pàtria per les seves connexions amb França. Aquest crim va ser el pretext sobre la base del qual Àustria va prohibir les Burschenschaften (una mena de fraternitats estudiantils), es va començar una persecució de la premsa liberal i el control estatal va augmentar, acabant amb la llibertat acadèmica, començant amb els decrets de Karlsbad de 1819. El rei Ferran I d'Àustria, que tenia problemes mentals, va accedir al tron l'any 1835. Com que estava incapacitat per governar l'imperi, Metternich va rebre privilegis extraordinaris. La persecució dels partidaris del sufragi universal, de la llibertat d'associació i de la unitat nacional van ser algunes de les característiques d'aquesta època. Malgrat aquesta reafirmació de les posicions conservadores al govern, el liberalisme va anar progressivament guanyant posicions, i les classes altes, incloent-hi l'aristocràcia, van començar a ser partidaris d'un règim de caràcter liberal, mentre que entre les classes mitjanes el descontentament amb el govern de Metternich era totalment evident i les diferents nacionalitats de l'Imperi Austríac demanaven menys control de Viena. La base de poder de Metternich i Ferran I va minvar fins que la revolució de març de 1848 els va derrocar, i Metternich va haver de dimitir.

## Respostes a la política de Metternich
A banda de les citades Burschenschaften, o organitzacions d'estudiants de signe nacionalista, el període va veure un seguit de canvis socials imparables a tot el continent europeu que tenen molt a veure amb les novetats portades per la Revolució Industrial. El nou context, malgrat la situació d'hegemonia del conservadorisme i la voluntat d'estabilitat forçada dels governs, va veure una lluita inevitable entre certs privilegis de l'aristocràcia que Metternich i altres estadistes volien preservar amb el nou capitalisme industrial, que volia destruir aquests particularismes de la noblesa. Alhora, les novetats tècniques provinents de la indústria promogueren una enorme precarització del proletariat, i una de les respostes va ser l'adhesió a moviments de caràcter liberal, però també a noves filosofies que es poden englobar dins dels mots socialisme i materialisme: joves hegelians, el pensament de Ludwig Feuerbach, el socialisme utòpic de Saint-Simon o el de Karl Beck. Al mateix temps Karl Marx començava a veure's influït sobre la realitat alemanya.

## Cronologia d'esdeveniments
- 1815: Congrés de Viena.
- 1815: Fundació de la Urburschenschaft, la primera Burschenschaft, a Jena.
- 1817: Festival de Wartburg.
- 1819: Decrets de Karlsbad.
- 1820–1830: Era Biedermeier.
- 1830: Revolució de juliol a França que condueix a l'establiment d'una monarquia liberal liderada pel rei Lluís Felip I. Monarquia de Juliol.
- 1830: Aixecament de Novembre a Polònia.
- 1832: Festival d'Hambach.
- 1833: Frankfurter Wachensturm, revolució frustrada.
- 1834: Fundació de la Unió Duanera del Nord d'Alemanya (Deutscher Zollverein).
- 1840: Crisi del Rin, breu enfrontament entre França i la Unió Germànica
- 1844: Revolta dels Teixidors de Silèsia, que influiria a Karl Marx
- 1846: Aixecament de Cracòvia, Aixecament de Polònia
- 1846 i 1847: Dia dels Germanistes
- 1848: La revolució de febrer francesa acaba amb la proclamació de la Segona República Francesa, i durant el març s'estén en forma altres conflictes i revolucions, incloent-hi les revoltes dels diferents Estats de parla alemanya.

## La literatura
El període veié una certa revifalla d'idees il·lustrades en literatura, incloent-hi elements d'anticlericalisme i antifeudalisme, així com una marcada visió social. Basant-se en una certa desil·lusió a les idees de Goethe, de la utopia humanista (degradada amb un retorn del feudalisme en política) i del romanticisme, es va produir una certa legitimació de la figura de l'escriptor professionalitzat que pogués fer una interrelació en els seus escrits entre allò que s'esdevenia a la societat, la ciència, la política i la filosofia. La forta presència de la censura van causar que l'estil literari dels autors de l'època sigui imbuït d'ironia i sàtira, com mostra la literatura de Heinrich Heine, per exemple. En retrospecte es veuen els autors d'aquesta fornada com l'avantguarda del pensament que vindria després de 1848, especialment el teatre de Georg Büchner.
La professionalització de la literatura va ser especialment forta a partir de 1834 a partir de la proclamació de l'ideari de la Jove Alemanya (Junges Deutschland), un grup que va començar a publicar l'any 1834 imitant les societats secretes omnipresents del moment, amb un periòdic anomenat Ästhetiches Feldzuge o "Campanyes Estètiques", que s'aprofitava de les millores tècniques de l'època per la distribució de folletons. Van ser actius des de la Revolució de Juliol de 1830 a França fins a la Revolució de 1848, i cercaven una literatura que no respongués a la "inspiració de les muses" sinó a "també de la pàtria", per unir-se a "totes les tendències impetuoses de l'època", en paraules del seu líder Ludolf Wienbarg. D'acord amb els decrets parlamentaris que impedien la llibertat d'expressió i la consegüent estilització de la poesia de manera que no responia al seu ideari, es va començar a exaltar la novel·la com a gènere "universal-poètic".

### Obres importants del període
| Autor                                   | Obra |
| --------------------------------------- | --- |
| Bettina von Arnim (1785–1859)           | Dies Buch gehört dem König (Articles) |
| Ludwig Börne (1786–1837)                | Briefe aus Paris (Correspondència) |
| Heinrich Heine (1797–1856)              | Deutschland ein Wintermärchen (Narració en vers); Impressions de viatges; obra periodística i poètica                                         |
| Friedrich Wilhelm Schulz (1797–1860)    | Der Tod des Pfarrers Friedrich Ludwig Weidig                                                                                                  |
| Ferdinand Freiligrath (1810–1876)       | Ça ira, Neue politische und soziale Gedichte (Recopilació de poemes)                                                                          |
| Georg Büchner (1813–1837)               | Dantons Tod; Woyzeck (Drames), Leonce und Lena (Comèdies), Lenz; Der Hessische Landbote (pamflets)                                            |
| Louise Aston (1814–1871)                | Meine Emanzipation (Escrit en defensa pròpia després de la seva expulsió de Berlín)                                                           |
| Georg Herwegh (1817–1875)               | Gedichte eines Lebendigen |
| Georg Weerth (1822–1856)                | Humoristische Skizzen aus dem deutschen Handelsleben; Leben und Taten des berühmten Ritters Schnapphahnski (folletins satírics); Obra poètica |
| Annette von Droste-Hülshoff (1797–1848) | Die Judenbuche (relats) |